# Peroz

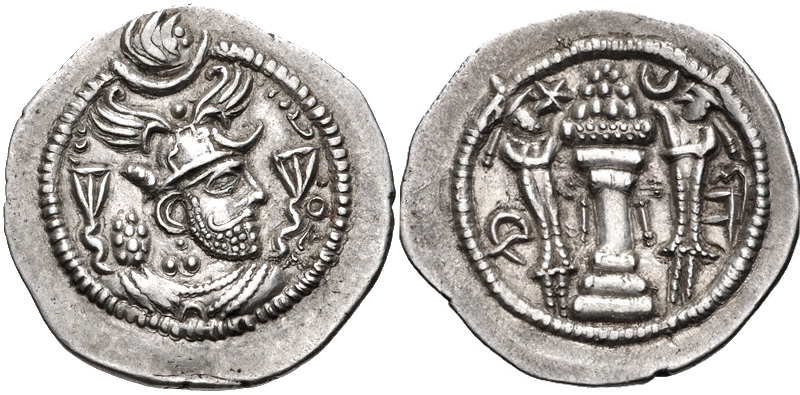
Munt met beeld van Peroz I

Peroz was een sjah van de Sassaniden, een dynastie die van de 3e eeuw tot 651 over het gebied dat nu Iran is heerste. Peroz was de negentiende sjah van de Sassaniden, zijn voorganger was Hormazd III en zijn opvolger Valash. Nadat zijn vader, sjah Yazdagird II, stierf in 457, vocht Peroz met zijn broer Hormazd III een successieoorlog uit, die hij in 459 won. Peroz heerste daarna over het Perzische Rijk tot 484. 